# Yahagi (1911)

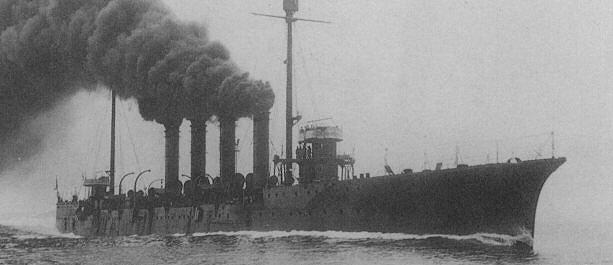
„Yahagi” podczas prób w 1912, jeszcze bez uzbrojenia

Yahagi (jap. 矢矧, やはぎ) − japoński krążownik pancernopokładowy z okresu I wojny światowej, drugi z trzech okrętów typu Chikuma. Wszedł do służby w Cesarskiej Marynarce Wojennej w 1912 roku. Uczestniczył w działaniach I wojny światowej, pełniąc służbę patrolową na Pacyfiku. Od 1930 roku wycofany z aktywnej służby, a od 1940 skreślony z listy floty, był używany jako hulk. Został złomowany w 1947 roku. Nazwę „Yahagi” nosił m.in. także krążownik z II wojny światowej.

## Budowa
Krążowniki pancernopokładowe typu Chikuma były ostatnimi okrętami tej klasy zbudowanymi dla Cesarskiej Marynarki Wojennej.  Ich budowę przewidziano w planie rozbudowy floty japońskiej po wojnie rosyjsko-japońskiej, zaakceptowanym w 1907 roku. Drugi okręt został zamówiony w listopadzie 1908 roku w stoczni Mitsubishi w Nagasaki, tymczasowo oznaczony jako krążownik Ro gō. Budowa miała numer stoczniowy 208. 23 grudnia 1909 roku nadano mu nazwę „Yahagi”, pochodzącą  od rzeki. Stępkę pod budowę położono oficjalnie 20 czerwca 1910 roku, a faktycznie budowę rozpoczęto już 2 października 1909 roku. Kadłub wodowano 3 października 1911 roku, a do służby w cesarskiej flocie okręt wszedł 27 lipca 1912 roku. Klasyfikowany był oficjalnie jako krążownik II klasy (nitō jun’yōkan).

## Opis konstrukcji
Krążowniki typu Chikuma miały długość całkowitą kadłuba 144,8 m, szerokość maksymalną 14,2 m i średnie zanurzenie 5,1 m. Wyporność normalna projektowa wynosiła 4950 ts (długich ton), a rzeczywista wyporność normalna sięgnęła 5040 ts. W odróżnieniu od pozostałych dwóch okrętów typu, napęd „Yahagi” stanowiły cztery (zamiast dwóch) turbiny parowe produkcji Mitsubishi, według projektu firmy Parsons, o takiej samej łącznej mocy projektowej 22 500 koni parowych (shp) i 470 obrotach na minutę, przekazujące napęd bezpośrednio na cztery wały śrub. Zewnętrzne wały napędzały turbiny wysokiego ciśnienia, wewnętrzne – turbiny niskiego ciśnienia, prędkości krążowniczej i biegu wstecznego. Podczas prób, okręt uzyskał moc siłowni 29 536 shp i przekroczył prędkość projektową 26 węzłów, osiągając 27,14 w, jako najszybszy z okrętów typu. „Yahagi” przenosił faktycznie zapas 378 ton paliwa płynnego i 1122 t węgla (nieco więcej, niż w projekcie).
Główne uzbrojenie wszystkich okrętów typu Chikuma stanowiło 8 pojedynczych dział Typ 41 kalibru 152,4 mm (15 cm), wyposażonych w maski ochronne, umieszczonych po jednym na pokładach dziobowym i rufowym oraz po trzy na każdej burcie na śródokręciu. Uzupełniały je cztery działa szybkostrzelne 76,2 mm (8 cm) Typ 41 oraz dwa przenośne przeciwlotnicze karabiny maszynowe Maxim kalibru 6,5 mm. Ponadto krążowniki dysponował trzema stałymi nadwodnymi wyrzutniami torpedowymi kal. 457 mm.
W 1924 roku trzy działa 8 cm na „Yahagi” zamieniono na dwa działa przeciwlotnicze tego samego kalibru Typ 3. Umieszczono je na platformach po bokach pary kominów nr 3 i 4. Pozostałe jedno działo artylerii średniej zdjęto w 1932 roku. W 1924 roku także stałe kadłubowe wyrzutnie torped zamieniono na okrętach tego typu na cztery wyrzutnie torped kalibru 533 mm. W tym roku również karabiny maszynowe zamieniono na japońskie Typ 3 tego samego kalibru 6,5 mm.

## Przebieg służby
Na początku I wojny światowej „Yahagi” znalazł się w grupie okrętów japońskich poszukujących Niemieckiej Eskadry Wschodnioazjatyckiej admirała von Spee. Między 26 września a 28 grudnia 1914 roku wraz z bliźniaczym „Hirato” i pancernikiem „Satsuma” wchodził w skład 2 Wydzielonego Zespołu Południowego i poszukiwał niemieckich okrętów na Karolinach. W okresie od grudnia 1914 roku do stycznia 1915 roku patrolował u wybrzeży Australii i Nowej Zelandii. Następnie służył na wodach japońskich. Od lutego 1917 ponownie patrolował na wodach Australii. W grudniu 1918 na skutek epidemii grypy zmarło na nim 48 marynarzy.
W latach 1920–22 „Yahagi” wspierał japońską interwencję w Rosji radzieckiej i patrolował na Morzu Japońskim. Od 1 grudnia 1922 do 1 grudnia 1923 był okrętem flagowym 2. Flotylli okrętów podwodnych 2. Floty, po czym do 1927 roku pozostawał w rezerwie w bazie Kure. Reprezentował interesy japońskie na wodach Chin, w składzie 1. Eskadry Wydzielonej od 7 kwietnia 1927 do 1 maja 1930 roku, kiedy został wycofany do rezerwy czwartego stopnia w Kure. Używany był tam jako stacjonarny hulk szkolny. 1 kwietnia 1940 roku został skreślony z listy floty. Pod oznaczeniem Haikan No. 12 używany był jednak nadal jako hulk mieszkalny szkoły okrętów podwodnych w Etajima, a od 1943 roku jako hulk w Ōtake. Przetrwał II wojnę światową, po której został przeholowany do Etauchi w rejonie Kure. Między styczniem a lipcem 1947 roku został złomowany w Kasado. 